# فال کریک (ایلینوی)
فال کریک (به انگلیسی: Fall Creek) یک منطقهٔ مسکونی در ایالات متحده آمریکا است که در شهرستان آدامز، ایلینوی واقع شده‌است. فال کریک ۱۴۵٫۰۹ متر بالاتر از سطح دریا واقع شده‌است.